# 朱應
朱應（1534年—？），字少徽，號南陽，浙江紹興府山陰縣人，民籍，明朝政治人物。

## 生平
萬曆元年（1573年）癸酉科順天府鄉試第八名，萬曆二年（1574年）聯登會試第二百五十三名，甲戌科進士第二甲第五十三名。官刑部主事。

## 家族
曾祖父朱魁，曾任壽官；祖父朱廷瓚；父朱公節，曾任知州 贈文林郎翰林院編修。母陸氏（贈孺人）；繼母葉氏（封太孺人）。慈侍下。弟朱賡（翰林院编修）、朱庶。